# Circondario di Angerburg
Il circondario di Angerburg era un circondario tedesco, nella regione della Prussia Orientale. Esistette dal 1818 al 1945.

## Suddivisione
Al 1º gennaio 1945 il circondario comprendeva la città di Angerburg, 70 comuni e 3 Gutsbezirk.